# Tarkus
Tarkus – drugi album studyjny zespołu Emerson, Lake and Palmer, wydany 14 czerwca 1971 roku w Wielkiej Brytanii przez wytwórnię Island, a w Stanach Zjednoczonych i Kanadzie w sierpniu przez Cotillion.
Tarkus zajął pierwsze miejsce na UK Albums Chart, zadebiutował na 9. miejscu w Stanach Zjednoczonych i dwukrotnie osiągnął 12. miejsce w Kanadzie, łącznie przez 4 tygodnie. W 2015 roku Sean Murphy z PopMatters umieścił Tarkus na 21. miejscu wśród najlepszych albumów klasycznego rocka progresywnego wszech czasów.

## Historia

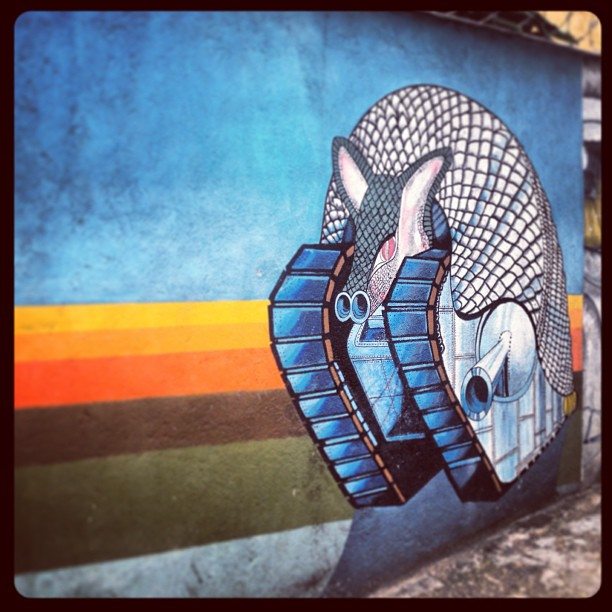
Graffiti z motywem okładki płyty Tarkus w São Paulo

Tytułowy utwór, „Tarkus”, trwający 21 minut i wypełniający pierwszą stronę longplaya jest jedną z najwcześniejszych i najbardziej znaczących, wieloczęściowych suit rocka progresywnego. Zamiarem Keitha Emersona, który już wcześniej zgłębiał muzykę Béli Bartóka i Alberta Ginastery, było stworzenie utworu, którego nie było wcześniej i miały go cechować: perkusyjne brzmienie instrumentów klawiszowych, mocne rytmy i atonalność. Greg Lake uważał początkowo, że otwór będzie zbyt radykalny, jednak później dał się przekonać. Utwór składa się z siedmiu części połączonych w całość, bez przerw. Najdłuższa część trwa nieco mniej niż 4 minuty, a najkrótsza – niewiele ponad minutę. Części: pierwsza, trzecia, piąta i siódma są instrumentalne, w pozostałych pojawia się wokal. Muzycy wyszli poza zasady formalne, przyjęte w muzyce rockowej, takie jak: budowa okresowa, powtórzenia i zwroty kadencyjne, a wykorzystali przetworzenia motywów oraz progresje. Partie instrumentalne miały charakter swobodnych improwizacji. Kompozycję cechowała przemyślana aranżacja na organy Hammonda, syntezator Mooga, gitary, perkusję i głos. Pod względem literackim piosenki stanowiły opowieść o opancerzonym, nieziemskim potworze i miały pacyfistyczną wymowę.
Wśród utworów z drugiej strony albumu uwagę zwracały dwie połączone ze sobą piosenki: „The Only Way (Hymn)” oraz „Infinite Space (Conclusion)”. Pierwszą, rozwiniętą z toccaty F-dur Johanna Sebastiana Bacha, zaśpiewał Greg Lake z towarzyszeniem organów kościoła św. Marka w Londynie. Druga kompozycja, rozwinięta z tematu preludium d-moll z Das Wohltemperierte Klavier, została opracowana na fortepian, gitarę basową i perkusję i nasycona jazzową atmosferą. Tematem tekstu było pytanie o sens człowieczeństwa i przyszłość ludzkości w kontekście XX-wiecznych zbrodni wojennych. Przeciwwagę dla nich stanowiły dwie lżejsze piosenki: „Jeremy Bender” i rock and rollowy „Are You Ready, Eddy?”, dedykowany realizatorowi nagrania, Eddiemu Offordowi.
Zdjęcie okładki, wykonane przez Williama Neala, przedstawiające pancernika na gąsienicach czołgu, stało się kultowym obrazem w rocku progresywnym.

## Lista utworów
Zestaw utworów na wydawnictwie winylowym, wydanym w sierpniu 1971 przez Cotillion:

### Strona 1
| 1. | Tarkus (Emerson/Lake) | 20:31 |
|    | a. Eruption (Emerson) – 2:43 b. Stones of Years (Emerson/Lake) – 3:43 c. Iconoclast (Emerson) – 1:16 d. Mass (Emerson/Lake) – 3:09 e. Manticore (Emerson) – 1:49 f. Battlefield (Lake) – 3:57 g. Aquatarkus (Emerson) – 3:54 |       |
|    | | 20:31 |
|    | |       |

### Strona 2
| 1. | Jeremy Bender (Emerson/Lake)                      | 1:41  |
|    |                                                   |       |
| 2. | Bitches Crystal (Emerson/Lake)                    | 3:54  |
|    |                                                   |       |
| 3. | The Only Way (Hymn)* (Emerson/Lake)               | 3:50  |
|    |                                                   |       |
| 4. | Infinite Space (Conclusion) (Emerson/Lake/Palmer) | 3:18  |
|    |                                                   |       |
| 5. | A Time and a Space ((Emerson/Lake/Palmer)         | 3:00  |
|    |                                                   |       |
| 6. | Are You Ready, Eddy? (Emerson/Lake/Palmer)        | 2:09  |
|    |                                                   |       |
|    |                                                   | 17:52 |
|    |                                                   |       |
* Themes used in Introduction & bridge only – Toccata in “F” & Prelude VI, Bach

### Skład zespołu
- Keith Emerson – organy Hammonda, organy kościoła św. Marka, fortepian, czelesta, syntezator Mooga
- Greg Lake – bas, gitara elektryczna i akustyczna, śpiew
- Carl Palmer – perkusja, instrumenty perkusyjne

### Produkcja
- Aranżacja, kierownictwo – Emerson, Lake and Palmer
- Ilustracje – William Neal
- Inżynier dźwięku – Eddie Offord
- Producent muzyczny – Greg Lake